# スピード2
『スピード2』（原題: Speed 2: Cruise Control）は、1997年のアメリカ映画。『スピード』の続編で、豪華客船を舞台としたアクション映画。
前作に引き続きヤン・デ・ボンが監督を務める。前作で主演したキアヌ・リーブスが降板したため、ヒロイン役だったサンドラ・ブロックを主役に据えたストーリーとなった。
本作の悪役ガイガーは当初ゲイリー・オールドマンにオファーされたが、オールドマンが『エアフォース・ワン』を優先しために断られ、代わりにウィレム・デフォーがキャスティングされた。
本国アメリカではラジー賞最低続編賞を受賞した。

## ストーリー
前作の後、ジャックと別れたアニーは現在、警察官のアレックスと付き合っていた。アレックスは自分がSWATの隊員であることを隠していたが、冒頭の事件でアニーに仕事がばれてしまい、後に足に怪我を負ってしまう。一週間の休暇を取ったアレックスは、アニーを誘ってカリブ海豪華クルージングに参加する。
彼らが乗り込んだ豪華客船「シーボーン・レジェンド」号では、全米宝石商協会が3億ドルを越えるダイヤモンドを持ち寄り、ジュエリー・コンベンションも行われることになっている。そんな客船でアレックスはプロポーズしようと計画を立てていた。一方、この船の自動操縦プログラムを設計したガイガーは健康を害して解雇された恨みから、一般客として乗り込み復讐計画を実行していた。彼は船長を殺し、船のコントロールを奪う。
ガイガーは船の各所を爆破して火災警報を起こした後、船を強制停止させて乗客を船から降ろすように要求する。一等航海士のジュリアーノは乗客たちを救命ボートに乗せて離船させるが、最後の一隻がケーブルの故障で手間取っている間に、ガイガーは船の針路をセント・マーティン島の絶壁へと向け発進させる。アレックスはジュリアーノたちと共にガイガーの客室に向かうが、彼は客室にはおらず、ダイヤを盗み出して脱出の準備を進めていた。
アレックスは船を止めるため海水を注入して止めようとするが、船底に両親と離れていた少女ドリューを発見し、彼女を助けに向かう。間一髪でドリューを助け出して、アニーたち取り残された乗客たちと合流したアレックスは、途中でガイガーを発見し追跡する。しかし、ガイガーはアレックスの追跡を振り切り、船の針路を島の側に停泊する油送船にセットして衝突させようとする。アレックスはアニー、ジュリアーノと共にスクリューを止めようとするがガイガーに邪魔され、アニーを連れ去られてしまう。
バウスラスターを動かして油送船との衝突を回避したアレックスだったが、船はそのまま島のリゾートに向かっていく。船は徐々に減速していき、観光地に衝突しながらようやく停止し、アレックスは観光客モーリスのボートに乗り込み、アニーを連れてボートで逃走したガイガーを追跡する。ガイガーは飛行艇に乗り込み空へ逃げようとするが、追いついたアレックスと揉み合いになり、アレックスはアニーを助け出して脱出し、ガイガーは操縦を誤り油送船に衝突して爆発に巻き込まれ死亡する。
アニーが投げ捨てたダイヤを拾い上げたモーリスは、アレックスとアニーをボートに乗せて陸地に向かい、その途中でアレックスはアニーにプロポーズするのであった。

## 登場人物
アニー
演 - サンドラ・ブロック
前作で付き合ったジャックとは無茶をしたがる彼の性分に辟易して破局した。その一方で彼女自身も無茶苦茶な一面がある。
アレックス
演 - ジェイソン・パトリック
警察官。アニーの現在の恋人。安全な仕事をする人間という大きい動機でアニーに惹かれたが実は彼自身もSWATの隊員というジャックと同じ危険な仕事をしている人間。手話を会得しており、これがドリューとのコミュニケーションをとれることに繋がった。
ガイガー
演 - ウィレム・デフォー
設計士。病気を理由に解雇された恨みで復讐する。
ジュリアーノ
演 - テムエラ・モリソン
一等航海士。職業上、船に詳しくアレックスに助言してサポートした。
マーセド
演 - ブライアン・マッカーディ
二等航海士。
ドリュー
演 - クリスティーン・ファーキンス
船底に両親と離れていた少女。
Mr.ケンター
演 - ティム・コンウェイ
ドライビングインストラクター。アニーの無茶苦茶すぎる運転に辟易した。
ダンテ
演 - ロイヤル・ワトキンス
写真家。
アシュトン
演 - ジェレミー・ホッツ
船員。
ボラード
演 - ボー・スヴェンソン
船長。

## キャスト
| 役名                                         | 俳優                         | 日本語吹替                                                   | 日本語吹替                                                                        | 日本語吹替 |
| 役名                                         | 俳優                         | ソフト版                                                     | フジテレビ版                                                                      | 機内上映版 |
| -------------------------------------------- | ---------------------------- | ------------------------------------------------------------ | --------------------------------------------------------------------------------- | ---------- |
| アニー                                       | サンドラ・ブロック           | 戸田恵子                                                     | 一城みゆ希                                                                        | 田中敦子   |
| アレックス                                   | ジェイソン・パトリック       | 山路和弘                                                     | 鈴置洋孝                                                                          |            |
| ガイガー                                     | ウィレム・デフォー           | 江原正士                                                     | 大塚芳忠                                                                          |            |
| ジュリアーノ                                 | テムエラ・モリソン           | 石塚運昇                                                     | 屋良有作                                                                          |            |
| マーセド                                     | ブライアン・マッカーディ     | 宮本充                                                       | 成田剣                                                                            | 石野竜三   |
| ドリュー                                     | クリスティーン・ファーキンス | 中山真奈美                                                   | くまいもとこ                                                                      |            |
| ダンテ                                       | ロイヤル・ワトキンス         | 真地勇志                                                     | 堀内賢雄                                                                          |            |
| ハービー                                     | マイク・ハガティ             | 島香裕                                                       | 亀井三郎                                                                          |            |
| デビー                                       | コリーン・キャンプ           | 定岡小百合                                                   | 火野カチコ                                                                        |            |
| セレステ                                     | ロイス・チャイルズ           | 佐藤しのぶ                                                   | 定岡小百合                                                                        |            |
| ルパート                                     | フランシス・ギナン           | 仲野裕                                                       | 有本欽隆                                                                          |            |
| リーザ （クルーズ・ディレクター）            | キミー・ロバートソン         | 青山美帆                                                     | 雨蘭咲木子                                                                        |            |
| フラン・フィッシャー                         | コニー・レイ                 | 火野カチコ                                                   | 堀越真己                                                                          |            |
| ルビー・フィッシャー                         | パトリカ・ダーボ             | さとうあい                                                   |                                                                                   |            |
| フランク                                     | チャールズ・パークス         | 水野龍司                                                     | 小島敏彦                                                                          |            |
| コンスタンス                                 | スーザン・バーンズ           | 宮寺智子                                                     |                                                                                   |            |
| ボラード船長                                 | ボー・スヴェンソン           | 小山武宏                                                     | 宝亀克寿                                                                          |            |
| アシュトン                                   | ジェレミー・ホッツ           | 長島雄一                                                     | 小野健一                                                                          |            |
| Mr.ケンター （ドライビングインストラクター） | ティム・コンウェイ           | 辻村真人                                                     | 富田耕生                                                                          |            |
| モーリス （前作の｢ジャガーの男｣）            | グレン・プラマー             | 岸野幸正                                                     | 龍田直樹                                                                          |            |
| 不動産屋                                     | ジェイ・ラコポ               | 乃村健次                                                     | 小島敏彦                                                                          |            |
| カメオ出演                                   |                              |                                                              |                                                                                   |            |
| ハーブ・"マック"・マクマホン隊長             | ジョー・モートン             | 水野龍司                                                     | 小室正幸                                                                          |            |
| その他                                       |                              | 幸田夏穂 高瀬右光 小野美幸 坂口賢一 堀川仁 後藤史彦 加瀬康之 | 池上麻里子 堀越真己 佐々木誠二 中村大樹 中嶋一成 田尻ひろゆき 森うたう 小野寺啓子 |            |
|                                              |                              |                                                              |                                                                                   |            |
| 演出                                         |                              | 福永莞爾                                                     | 春日正伸                                                                          |            |
| 翻訳                                         |                              | 平田勝茂                                                     | 松崎広幸                                                                          |            |
| 調整                                         |                              | 兼子芳博                                                     | 栗林秀年                                                                          |            |
| 解説                                         |                              |                                                              | 高島忠夫                                                                          |            |
| 製作                                         |                              | クリプリ                                                     | ムービーテレビジョン                                                              |            |
| 初回放送                                     |                              |                                                              | 2000年10月14日 『ゴールデン洋画劇場』 21:00-23:24 正味約123分                     |            |

- 20世紀フォックス ホーム エンターテイメント ジャパンの「吹替の帝王」シリーズ第5弾として、2014年4月25日に発売の『スピード＜日本語吹替完全版＞コレクターズ・ブルーレイBOX』に特典として、ソフト版とフジテレビ版の吹替版を収録したBlu-ray Discが同梱されている。特典扱いではあるがケースも個別に用意されている。